# Aféra Špegelj
Aféra Špegelj (srbochorvatsky Afera Špegelj) vypukla v Jugoslávii počátkem roku 1991, nedlouho přede jejím rozpadem a před vypuknutím války v Chorvatsku. Aféru inicioval film Zastava, který vznikl na základě uniklých dokumentů jugoslávské kontrarozvědky o nelegálním ozbrojování členů politické strany HDZ (Chorvatské demokratické společenství). Film odvysílala bělehradská televize 21. ledna 1991. Autentičnost dokumentů, na základě nichž byla zpochybněna jednota jugoslávské armády, je sporná.[zdroj?]
Dle dokumentu byl generálplukovník Jugoslávské lidové armády Martin Špegelj zapleten do několika kauz ztrát armádního majetku a vybavení. Jednalo se např. o 980 m3 dřeva, ale i o další věci. O této skutečnosti představitelé armády věděli, nicméně na ni žádným způsobem nereagovali. Cílem tajně vyrobených videozáznamů nicméně nebylo pouze odhalit případné krádeže majetku, nýbrž přimět Špegelje k sdělení plánu na ozbrojení členů HDZ a případného ozbrojeného povstání proti Jugoslávské lidové armádě. Rozhovor mezi Špegeljem a Josipem Boljkovacem připravila v Záhřebu jugoslávská kontrarozvědka a byl natáčen tajně. Natáčení generála trvalo celkem 2 měsíce a bylo vyrobeno přes 19 hodin záznamu.
Plán počítal s bezplatnou pomocí USA v boji proti Jugoslávské lidové armádě a se získáním zbraní z území bývalého Východního bloku. Měly být sestaveny seznamy lidí určených k likvidaci, neměl být brán ohled na ženy a děti a měly být prováděny teroristické akce. 

## Reakce
Samotný obsah filmu šokoval jugoslávskou veřejnost. Chorvatské politické vedení odmítlo celý dokument jako lživý a vyjádření, která v něm zazněla, jako dabovaná. Sama skutečnost, že by vysoce postavený představitel armády sdělil tak závažná prohlášení, vzbuzovala nicméně pochybnosti o tom, nakolik je daný dokument pravý. V lednu 1991, v atmosféře vypjatých mezietnických vztahů mezi Srbskem a Chorvatskem v rámci Jugoslávie sloužil nicméně dokument jako přímý útok srbského politického vedení proti chorvatské reprezentaci a případně měl (nebo mohl) legitimizovat akci, při které by jugoslávské vedení sesadilo politické vedení Chorvatska. Celá akce se navíc odehrála nedlouho po tzv. mítincích pravdy, které byly na území Slovinska a Chorvatska zakázány. Špegelj byl nicméně odvolán z pozice ministra obrany Chorvatska.
Dodnes je v Chorvatsku dokument považován za provokaci jugoslávské armády snažící se zastavit demokratizační procesy na území Chorvatska, zatímco v Srbsku byl vnímán jako předzvěst blížící se války a důkaz o nelegálním ozbrojování v republice Chorvatsko. Materiály z tohoto filmu byly použity např. v srbském dokumentárním pořadu Težina lanaca (Weight of Chains) o válce v Jugoslávii. O aféře mluvil během svého procesu také bývalý jugoslávský prezident Slobodan Milošević.
Po zveřejnění filmu začalo vedení Jugoslávské lidové armády žádat, aby byl Špegelj souzen za velezradu. Soudní proces se však nikdy neuskutečnil. Špegelj sám odešel na několik měsíců do Rakouska a nakonec se vrátil zpět do Chorvatska poté, co vyhlásilo nezávislost na SFRJ. 